# César Haydar
César Rafael Haydar Villarreal (Suan, 31 marzo 2001) è un calciatore colombiano, difensore dell'Atlético Nacional, in prestito dal RB Bragantino.

## Carriera

### Club
Ha iniziato la sua carriera con la squadra locale dell'Asefusa FC. Nel 2018 è passato all'Atlético Junior ed è stato subito assegnato alla squadra di riserva, il Barranquilla, in Categoría Primera B.
Ha esordito con i professionisti il 1º agosto 2018, giocando titolare nel pareggio esterno per 1–1 contro il Cúcuta Deportivo. Promosso in prima squadra nel marzo successivo, ha esordito in Categoría Primera A il 30 marzo 2019, giocando tutti i 90 minuti del pareggio contro il Jaguares de Córdoba.
Il 13 agosto 2020 ha firmato un contratto di cinque anni con il RB Bragantino. In seguito al poco impiego con il club brasiliano, nel 2022 ha fatto ritorno al Junior in prestito.

### Nazionale
Ha giocato nella nazionale colombiana Under-18.

## Statistiche

### Presenze e reti nei club
Statistiche aggiornate al 23 maggio 2022.
| Stagione        | Squadra         | Campionato      | Campionato | Campionato | Coppe nazionali | Coppe nazionali | Coppe nazionali | Coppe continentali | Coppe continentali | Coppe continentali | Altre coppe | Altre coppe | Altre coppe | Totale | Totale | Totale |
| Stagione        | Squadra         | Comp            | Pres       | Reti       | Comp            | Pres            | Reti            | Comp               | Pres               | Reti               | Comp        | Pres        | Reti        | Pres   | Reti   |        |
| --------------- | --------------- | --------------- | ---------- | ---------- | --------------- | --------------- | --------------- | ------------------ | ------------------ | ------------------ | ----------- | ----------- | ----------- | ------ | ------ | ------ |
| 2018            | Barranquilla    | B               | 12         | 0          | CC              | 0               | 0               |                    | -                  | -                  |             | -           | -           | 12     | 0      |        |
| 2019            | Barranquilla    | B               | 4          | 0          | CC              | 3               | 0               |                    | -                  | -                  |             | -           | -           | 7      | 0      |        |
| 2019            | Atlético Junior | A               | 7          | 0          | CC              | 1               | 0               |                    | -                  | -                  |             | -           | -           | 8      | 0      |        |
| 2020            | Atlético Junior | A               | 1          | 0          | CC              | 0               | 0               | CL                 | 0                  | 0                  | SC          | 0           | 0           | 1      | 0      |        |
| 2020            | RB Bragantino   | A1/SP+A         | 0+1        | 0          | CB              | 0               | 0               | CL                 | 0                  | 0                  |             | -           | -           | 1      | 0      |        |
| 2021            | RB Bragantino   | A1/SP+A         | 0+2        | 0          | CB              | 0               | 0               | CS                 | 0                  | 0                  |             | -           | -           | 2      | 0      |        |
| 2022            | Atlético Junior | A               | 14         | 1          | CC              | 6               | 1               |                    | -                  | -                  |             | -           | -           | 20     | 2      |        |
| 2023            | Atlético Junior | A               | 4          | 0          | CC              | 0               | 0               | CS                 | 0                  | 0                  |             | -           | -           | 4      | 0      |        |
| Totale carriera | Totale carriera | Totale carriera | 45         | 1          |                 | 10              | 1               |                    | 0                  | 0                  |             | 0           | 0           | 55     | 2      |        |